# Iacob Negruzzi
Iacob Negruzzi (Iași, 1843 – Bucarest, 1932) è stato uno scrittore rumeno.

## Biografia
Figlio di Costache Negruzzi, fu docente universitario di economia, parlamentare e presidente dell'Accademia rumena (1893-1894).
Tra le sue opere è da citare la raccolta omnia Scrieri complete (1894-1897) contenente poemi e poesie.